# Karel Cejpek
Karel Cejpek (27. listopadu 1909 Vladislav – 1957 Olomouc) byl český odbojář, účastník Slovenského národního povstání.

## Biografie
Karel Cejpek se narodil v roce 1909 ve Vladislavi, měl čtyři starší sourozence (Stanislava, Augustýna, Antonína a Marii), jeho otcem byl kolář František a matkou Františka původem z Budíkova. Roku 1928 vystudoval s vyznamenáním obchodní akademii v Třebíči a byl doporučen jako účetní do Továrne na papier ve Slavošovcích. Dne 29. srpna 1944 vstoupil dobrovolně do povstalecké jednotky Slovenského národního povstání ve Štítniku. Postupně se stal velitelem 1. čety a zástupcem velitele 3. roty – tj. útvaru s krycím jménem Astra 3. Polní útvar Astra 3 působil v Gemeru, bránil slovensko-maďarskou hranici. Tam spolu s ním působili i jeho spolužáci Ladislav Caha a Antonín Man.
V říjnu téhož roku se jednotka Astra 3 sloučila s brigádou kapitána Kvitinského a nadále bojovala až do 20. prosince téhož roku. Následně působila na sovětsko-německé frontě a Karel Cejpek se přihlásil do československé armády. S jednotkou prošel mezi Popradem a Kroměříží.
Po skončení druhé světové války nastoupil do papírenského podniku ve Vratimově, pak do Žimrovických papíren a následně do Moravskoslezských papíren v Olomouci. V Olomouci také v roce 1957 zemřel.